# Col de la Croix
Col de la Croix är ett bergspass i Schweiz. Det ligger i distriktet Aigle och kantonen Vaud, i den sydvästra delen av landet, 70 km söder om huvudstaden Bern. Col de la Croix ligger 1 776 meter över havet.